# Samuel Turner (Diplomat)
Samuel Turner (* 19. April 1759; † 2. Januar 1802) war ein Offizier der britischen Ostindischen Kompanie. Bekannt wurde er durch den Bericht über seine Reise nach Tibet 1783/84, den er 1800 als Account of an Embassy to the Court of the Teshoo Lama in Tibet veröffentlichte.

## Leben
Turners Vater John war ein Händler in Gloucester, seine Mutter war Ann Warren, deren Schwester Hester die Mutter Warren Hastings’ war. Hastings, der erste Generalgouverneur von Bengalen, war Turners Cousin.
1780 wurde Turner Kadett in Indien, 1781 Lieutenant, 1796 Captain und 1799 Regimental Captain. Seine gesamte militärische Laufbahn verbrachte er bis auf seine Reise nach Tibet in Indien. 1798 kehrte er zurück nach England und wurde 1800 pensioniert.
Nachdem er seinen Reisebericht veröffentlicht hatte, erhielt er die Ehrendoktorwürde der Universität Oxford und wurde 1801 Mitglied der Royal Society. Nach kurzer Krankheit verstarb Turner 1802. Sein Nachlass zur Reise nach Tibet und Bhutan liegt in der Oxford Bodleian Library.

### Reise nach Bhutan und Tibet
1783 schickte Warren Hastings Turner nach Tibet. Hastings wollte damit an den Erfolg der ersten Reise eines britischen Gesandten nach Tibet, die George Bogle 1774/75 gelang, anknüpfen. Sowohl Bogle als auch sein Gastgeber, der dritte Panchen Lama Lobsang Palden Yeshe, waren 1780/1 gestorben. Als Hastings nun 1782 erfuhr, dass die Wiedergeburt des Panchen Lama gefunden worden sei, nutzte er die Gelegenheit, wieder mit den Tibetern in persönlichen Kontakt zu treten. Sein Ziel war es, Handel im Himalayagebiet zu treiben und möglicherweise einen Landweg nach China zu finden.
Turner verließ Calcutta im Januar 1783 in Begleitung von Lieutenant Samuel Davis und des Arztes Robert Saunders. Im Mai erreichten sie Bhutan und im September schließlich Tibet. Anfang 1784 kehrten sie zurück nach Bengalen.
Turner beschreibt in seinem Bericht, wie die Reisenden in Bhutan vom Daeb Raja, eine Art König, empfangen wurden. Samuel Davis konnte aus gesundheitlichen Gründen nicht weiterreisen. Saunders und Turner gelangten nach Teshoo Loomboo, oft auch Tashilhunpo geschrieben, heute Zhaxilhünbo, der Klosterstadt des Teshoo oder eben Panchen Lamas im Westen Samzhubzês. Dort wurden sie durch den Regenten Soopoon Choomboo empfangen und – laut Turner – als Gäste höchst respektvoll behandelt. Schließlich gelang es Turner auch, durch den eineinhalbjährigen vierten Panchen Lama Lobsang Tenpe Nyima und seine Eltern empfangen zu werden.
Obwohl die Gesandtschaft von Turner und Hastings durchaus als erfolgreich bewertet wurde, zerschlugen sich weitere Kontakte zu Tibet durch die Abberufung Hastings nach London 1785 und den zunehmenden Einfluss Chinas über die tibetischen Gebiete.

### Reisebericht
Turners Reisebericht Account of an Embassy to the Court of the Teshoo Lama in Tibet erschien im Original 1800 in London. Übersetzt wurde er auf Französisch, Holländisch, Deutsch und Italienisch.
Der Text umfasst fast 500 Seiten und ist ergänzt durch Briefe und andere Berichte, die Tibet betreffen.
Turner schildert nicht nur seine Begegnungen mit den Herrschern Bhutans und Tibets, sondern auch Landschaft und Tiere, den Kulturanbau, die Menschen, ihre Sitten und Gewohnheiten, Religion und Politik. Der Bericht galt bis in die 1830er Jahre hinein als aktuelle Quelle für Nachrichten über Tibet, da Bogles Bericht zu jener Zeit noch nicht bekannt war, sondern erst 1875 veröffentlicht wurde. Eine deutsche Übersetzung davon erschien erst 1909.